# Красноярский ансамбль танца Сибири имени М. С. Годенко
Красноярский государственный академический ансамбль танца Сибири имени Михаила Семёновича Годенко создан в 1960 году (официальная дата создания 6 декабря). В настоящее время входит в число лучших профессиональных ансамблей народного танца в России. Выступал на крупнейших сценических площадках более чем 70 стран мира. Всемирную славу ансамблю принёс хореограф и балетмейстер народный артист СССР Михаил Семёнович Годенко.

## История коллектива
История коллектива началась с 1954 года. Именно в этот год была проделана большая работа по развитию потенциала балетной группы Красноярского хора народной песни при активном участии артиста танцевальной группы Геннадия Петухова, впоследствии заслуженного деятеля искусств РСФСР. В 1959 году по рекомендации Министерства культуры СССР Красноярский хор народной песни был преобразован в Ансамбль танца народов Сибири, ему было поручено сценическое воплощение танцевальной культуры народов края. Так в 1960 году началась история коллектива, который вскоре принёс красноярской земле мировую славу. 
Первым его художественным руководителем стал знаток танцевального фольклора Яков Абрамович Коломейский, работавший до этого в Омском русском народном хоре. Художественным консультантом коллектива являлся знаменитый балетмейстер, народный артист СССР Игорь Моисеев.  
В 1961 году коллектив с успехом выступает в Москве, в концертном зале имени П.И. Чайковского. За время становления Ансамбля число танцовщиков увеличилось с 30-ти до 60-ти человек, сформировался репертуар. Музыку для постановок создавали и исполняли баянисты и композиторы  А.А. Вагнер, позднее заслуженный артист РФ; В.А. Куксгаузен, впоследствии заслуженный работник культуры РФ. Также на сцене присутствовали певцы, поскольку танцы зачастую иллюстрировали народные песни. 
Первое десятилетие Ансамбля без преувеличения можно назвать чистым энтузиазмом: профессиональных танцовщиков и музыкантов в регионе практически не было. Артистов, концертмейстеров и репетиторов нужно было разыскивать, воспитывать, обеспечивать костюмами, реквизитом, репетиционными  площадками. Отдельных усилий требовало создание оркестра. Решение всех этих задач было под силу только настоящим подвижникам, к каковым и относился Михаил Годенко. 
В 1963 году Министерство культуры РСФСР рекомендовало его кандидатуру на должность руководителя Красноярского ансамбля танца народов Сибири. В первый же год Михаил Семёнович устранил из названия коллектива слово "народов", таким образом, коллектив получил своё современное название. И если в 1960-х пусть к славе только начинался, то в 1965 году коллектив уже выезжает на свои первые зарубежные гастроли. Сперва в Монголию, где получает первую государственную награду, затем во Вьетнам, КНДР. Кстати, выступление во Вьетнаме пришлось на период вьетнамо-американского конфликта. За гастроли, во время которых артисты героически танцевали прямо на передовой, Ансамбль получил орден Труда I степени Социалистической Республики Вьетнам. 
В 1967 году за достижения в области хореографической культуры Ансамбль танца Сибири был удостоен звания Лауреата премии Ленинского комсомола Красноярского края, а в 1970-м постановлением Бюро ЦК  ВЛКСМ - всесоюзной премии Ленинского комсомола. 
Чем выше был статус коллектива, тем серьёзнее становились испытания на выносливость и преданность делу. Репетиции шли по 5-6 часов в день, в том числе создавались новые танцы, затем - отдых и вечерний концерт. Без участия коллектива не обходилось ни одно значительное событие, будь то Олимпийские игры, игры Доброй воли, съезды партии, фестивали или новогодние "Голубые огоньки".  Эта замечательная традиция продолжается и по сей день. 
Современники вспоминали, что даже сам Годенко не понимал, как его артисты выносят такие нагрузки. Физические и психологические усилия артистов были невероятными, но награда за них - мировое признание. Ансамбль танца Сибири награждён Благодарственным письмом Президента РФ В.В. Путина, приглашается к участию в традиционных приёмах для членов Госсовета в Большом Кремлёвском дворце от имени Президента РФ, других событиях, а в 2019 году стал украшением культурной программы XXIX Всемирной Универсиады.
Настоящий триумф Ансамбля начался в 1980-е годы. Гастрольный график по СССР и за рубежом составлялся за три года, а билеты на несколько ежегодных концертов в Красноярске раскупались за один день. Более 70-ти стран всех континентов - Азии, Африки, Европы, Америки, Австралии, Японии - горячо и сердечно приветствовали посланцев Сибири. Коллектив стал визитной карточкой русской национальной культуры для всего мира. 
Важным и радостным событием стало открытие Большого зала краевой филармонии в 1984 году, спроектированного специально для Ансамбля танца Сибири народным архитектором РФ, почётным гражданином Красноярского края А.С. Демирхановым. 
Михаил Годенко вывел Ансамбль на высочайший профессиональный уровень, достичь которого было столь же сложно, как и удерживать.  Годенко имел высшие правительственные награды: Герой Социалистического Труда, народный артист СССР, лауреат Государственной премии СССР, кавалер орденов Трудового Красного Знамени, Ленина, отечественной войны II степени. Но главной наградой для него было совместное творчество,  наполняющее общие с танцовщиками, музыкантами, художниками и костюмерами трудовые будни. 
Ансамбль участвовал и побеждал в многочисленных конкурсах. Выступления коллектива стали основой культурных программ X и XII Всемирных фестивалей молодёжи и студентов в Берлине и Москве (1973, 1985), Фестиваля искусств народов СССР во Франции (1972), VII фестиваля молодёжи и студентов в Демократической республике Германии (1987), за что был удостоен звания лауреата этих фестивалей. 
В 1995 году за выдающиеся заслуги в области советской и российской хореографии решением коллегии Министерства культуры Российской Федерации ансамблю присвоено звание академического.
После ухода из жизни Годенко его дело продолжают ближайшие соратники. Художественными руководителями и главными балетмейстерами Ансамбля становятся народный артист РФ А.В. Кондаков (1991-2001), заслуженный артист РФ Н.Ш. Горошевский (2001-2005). История Ансамбля танца Сибири продолжается, ширится его популярность. С 1995 до 2001 г. он ежегодно принимает участие в Международном фестивале "Окно в мир" (Китай). В 1996 году Ансамбль удостоен Гран-при и 1 место на XIV Международном фестивале "Апрельская весна" (КНДР). В 1991-м Ансамблю присвоено имя М.С. Годенко, а в 1995 г. за выдающиеся заслуги в области советской и российской хореографии решением коллегии Министерства культуры Российской Федерации Ансамбль получает звание "Академический". 
Важные начинания в жизни Ансамбля положили последующие художественные руководители: заслуженный деятель искусств РФ В.Н. Бутримович (2006-2009), заслуженный артист РФ В.Б. Моисеев (2009-2017). Способствовала его развитию деятельность заслуженного артиста РФ А.В. Матус-Марчука, балетмейстера-репетитора Ансамбля с 2010 по 2018 гг. Вклад в развитие коллектива внесли возглавлявшие его на разных этапах директора: И.П. Колинко (1967-1969), Самовский (1970-1972), заслуженный работник культуры ГССР и РФ А.С. Давидович (1969-1970; 1972-2005), Г.Н. Денисов (2005-2006), заслуженные работники культуры РФ Г.В. Дзьобак (2005-2006), В.С. Буренок (2006-2007) и Л.Г. Федяева (2008-2014); Л.Ф. Черепнина (2015-2017).      

## Ансамбль сегодня
Сегодня ансамбль танца Сибири играет одну из определяющих ролей в развитии народной танцевальной культуры России.  Так, с 1977 года на базе Красноярского училища искусств открыто народное отделение. Его ученики и ученики учеников теперь регулярно выпускают молодую смену Ансамбля на отделении народно-сценического танца Красноярского хореографического колледжа. Проводимый уже более 40 лет конкурс любительских хореографических коллективов на приз, а позднее имени М.С. Годенко, является авторитетным культурным событием всероссийского масштаба.
В 2009 году коллектив получил статус особо ценного объекта культурного наследия Красноярского края. 
В честь 50-летия коллектива в 2010 году был реализован уникальный проект по созданию юбилейной программы с участием известных российских хореографов: народного артиста РФ Анатолия Радюка, заслуженных деятелей искусств РФ Николая Андросова и Юрия Копытина, заслуженных работников культуры РФ Алексея Мулина, Ларисы Алексеевой, Татьяны Изюмовой, заслуженного деятеля искусств Республики Беларусь Николая Дудченко, балетмейстера театра "Новая опера" Ивана Фадеева. Ими было поставлено 16 танцев, обогативших репертуар КГААТС имени М.С. Годенко.
В 2011 и 2013 гг. на базе Ансамбля проведён Красноярский открытый фестиваль народно-сценического танца "Истоки. Ветер перемен", соучредителями которого выступили министерство культуры Красноярского края и журнал "Балет". В рамках 100-летия М.С. Годенко в 2018 году состоялся Красноярский открытый конкурс хореографических работ "Godenkodance" с участием российских и зарубежных хореографов. 
Ансамбль танца Сибири , кроме непосредственной концертной и постановочной деятельности, является участником и генератором ряда масштабных социокультурных проектов в Красноярском крае и в России. В рамках юбилейных мероприятий, посвященных 105-летию народного артиста СССР Михаила Годенко в декабре 2023 году состоялся Второй Красноярский открытый конкурс хореографических работ «Танцуем Годенко». Девять профессиональных балетмейстеров со всей страны и зарубежья создавали танцевальные номера для ансамбля в режиме творческой лаборатории. В состав жюри вошли выдающиеся представители российской и зарубежной хореографии: народная артистка Российской Федерации Илзе Лиепа, заслуженный деятель искусств Российской Федерации Тамара Пуртова, заслуженный деятель искусств Российской Федерации Валерия Уральская и другие.
18 апреля 2023 году КГААТС им. М.С. Годенко выступил на сцене Государственного Кремлёвского дворца с сольным концертом «Вместе мы — Россия!». Основу концерта составили уникальные постановки из золотого фонда М.С. Годенко, которые уже более полувека покоряют сердца зрителей всего мира: олимпийская сюита «Сибирь моя», лирические хороводы «У колодца» и «Утушки», казачий пляс «Красный яр», задорная пляска «Сибирская потеха» и новые танцы коллектива. 16 и 18 ноября 2023г. КГААТС выступил в рамках Международной выставки- форума "Россия" на ВДНХ.
Сегодня ансамбль активно работает в Красноярском крае и городах России; продолжает расширять гастрольную деятельность в зарубежных странах, демонстрируя прекрасную сценическую форму и подтверждая репутацию одного из лучших российских профессиональных танцевальных коллективов. КГААТС им. М.С. Годенко даёт около 70 концертов в год только на территории Красноярского края. При поддержке правительства Красноярского края имеет возможность организовывать свои концерты перед жителями самых северных и удалённых городов края: в Норильске, Дудинке, Кайеркане, Талнахе, Туре, Туруханске, в посёлке Бор. Коллектив регулярно получает благодарственные письма от глав муниципальных районов: Эвенкийского, Таймырского Долгано-Ненецкого, Пировского, Ермаковского, Бирилюсского, Курагинского, Дзержинского, Манского, Краснотуранского и многих других.

## Коллектив
В разные годы в ансамбле работали более двадцати заслуженных и народных артистов России, среди которых блистательные Людмила Мовчан (Коркина), Лидия Дзьобак, Иван Черемисин, Лидия Некрасова, Валерий Борисов, Андрей Леонов, Юрий Егентович, Николай Горошевский, Елена Щуревич, Юрий Буянов, Владимир Хрипунов, Валерий Стройков, Елена Васильева, Андрей Гоца, Михаил Матюшин, Ирина Михлина, Альберт Бойсов, Игорь Горлов, Александр Лобушнян, Анна Лысенко и многие другие. 
Совместными усилиями было создано более 150 танцев, 5 развёрнутых сюит и 3 одноактных балета. 
Главный балетмейстер - кавалер ордена Дружбы, народная артистка РСФСР Лидия Дзьобак. 
Балетмейстеры:  
Заслуженная артистка РФ Анна Лысенко; 
Заслуженный артист Красноярского края Алексей Ледяев; 
Директор - Анастасия Карцева; 
Заместитель директора - заведующий художественно-постановочной частью заслуженный работник Красноярского края Олег Лейбенко.  

## Репертуар
Сейчас мы знаем Ансамбль танца Сибири как хранителя традиций, а его постановки - как квинтэссенцию русской народной танцевальной культуры. "Сердце" репертуара Ансамбля - это золотой фонд постановок Михаила Семёновича, основанный на элементах русского народного танца: хоровод "У колодца", игровая пляска "Параня", казачий пляс "Красный Яр", "Танец с ложками и берестой", шуточный танец "На птичьем дворе", "На мосточке", сюиты "Сибирь моя" и "Енисейская ярмарка". 
Михаил Годенко создал свой узнаваемый и уникальный стиль Ансамбля: помимо высокой техники, предельных темпов, это драматургическая проработанность персонажей. В юбилейный год Ансамбля (в 2025 году коллектив отмечает своё 65-летие) также празднуют свои юбилеи две самые известные хореографические композиции из золотого постановочного фонда: скоморошья пляска "Сибирская потеха" (1970г.) и "завещание" мастера - лирический хоровод "Вечерний звон" (1990 г.)
Фильмография
- 1967 — На два часа раньше

## Награды и премии
- орден Труда (Вьетнам) I степени
- Золотая медаль (Тунис)
- Благодарность Президента Российской Федерации (19 мая 2021 года) — за заслуги в развитии отечественной культуры и искусства, многолетнюю плодотворную деятельность[1].
- премия Ленинского комсомола (1970)— за высокое исполнительское мастерство и активную работу по пропаганде хореографического искусства
- Почётное звание «академический» (1995)